# گاوزبان (همدان)
گازوان یک روستا در ایران است که در دهستان کوهین از توابع بخش مرکزی شهرستان کبودرآهنگ واقع شده‌است. گاوزبان طبق سرشماری سال ۱۳۹۵ تعداد ۳۵۰ نفر جمعیت دارد.